# Wechselfeuchtes Grünland nordwestlich Haiger-Flammersbach
Wechselfeuchtes Grünland nordwestlich Haiger-Flammersbach este o arie protejată (arie specială de conservare — SAC, sit de importanță comunitară — SCI) din Germania întinsă pe o suprafață de 12,29 ha, integral pe uscat.

## Localizare
Centrul sitului Wechselfeuchtes Grünland nordwestlich Haiger-Flammersbach este situat la coordonatele 50°44′03″N 8°10′04″E / 50.7342°N 8.1678°E.

## Înființare
Situl Wechselfeuchtes Grünland nordwestlich Haiger-Flammersbach a fost declarat sit de importanță comunitară în noiembrie 2004 pentru a proteja un număr necunoscut de specii din flora spontană și fauna sălbatică aflate în arealul zonei. Situl a fost protejat și ca arie specială de conservare în martie 2008.

## Biodiversitate
Situată în ecoregiunea continentală, aria protejată conține 4 habitate naturale: Formațiuni ierboase bogate în specii de Nardus, dezvoltate pe substraturi silicioase în zone montane (și în zone submontane, în Europa continentală), Pajiști cu Molinia pe soluri calcaroase, turboase sau argilos-nămoloase (Molinion caeruleae), Fânețe de joasă altitudine (Alopecurus pratensis, Sanguisorba officinalis), Fânețe montane.
La baza desemnării sitului se află un număr nedeclarat de specii protejate.
Pe lângă speciile protejate, pe teritoriul sitului au mai fost identificate 3 specii de plante.